# SS Koning der Nederlanden
El SS Koning der Nederlanden fue un transatlántico holandés de la Netherland Line. Prestó servicio desde 1872 hasta su hundimiento en 1881 en el Océano Índico, cuando se dirigía de Batavia a Amsterdam. Tres de sus botes salvavidas, con un total de 90 pasajeros y tripulantes, nunca fueron encontrados.
El buque de vapor Koning der Nederlanden, de 3063 toneladas, fue construido en Escocia en los astilleros John Elder & Company de Govan. El buque fue botado el 5 de septiembre de 1872 y realizó su viaje inaugural. El casco de hierro medía 107,3 metros de eslora, 12 metros de manga y tenía un calado máximo de 6,5 metros. Las máquinas de vapor de dos cilindros compuestos tenían una sola hélice y proporcionaban una velocidad de crucero de 20 nudos (37 km/h; 23 mph).
El SS Koning der Nederlanden (Rey de los Países Bajos) ayudó a transportar pasajeros, carga y correo entre Ámsterdam y las Indias Orientales Holandesas. Fue construido para la Compañía Neerlandesa de las Indias Orientales. Los buques de la compañía mantenían un tráfico regular de pasajeros y mercancías entre los Países Bajos y las Indias Orientales Neerlandesas. Tenían un diseño de chimenea característico, con una banda negra encima de una chimenea marrón amarillenta.

## Hundimiento
El martes 4 de octubre de 1881, el eje de transmisión del barco se rompió en medio del Océano Índico, mientras se dirigía de Batavia a Ámsterdam, dejando entrar agua en el buque. Al inundar el agua de mar la sala de máquinas, el capitán Bruyns ordenó la evacuación del buque. Los 216 pasajeros y miembros de la tripulación abandonaron el barco. El barco comenzó a hundirse lentamente, y se hundió por la popa al día siguiente, 5 de octubre. La isla más cercana era Diego García, en el archipiélago de Chagos, a 400 millas náuticas (740 km; 460 mi) de distancia. De los seis botes salvavidas lanzados desde el vapor, tres fueron encontrados y rescatados, pero los tres restantes, con un total de 90 pasajeros y tripulantes, desaparecieron sin dejar rastro.
En aquella época ya se reconocía que la propulsión por hélice era más eficaz que la propulsión por palas, pero la construcción de largos ejes motrices que fueran resistentes y a la vez flexibles seguía siendo problemática.